# Uwe Ronge
Uwe Ronge (* 11. August 1958 in Hannover) ist ein ehemaliger deutscher Fußballspieler und Fußballtrainer.
Ronges erstes Jahr als Fußballprofi verbrachte er in der Saison 1984/85 bei Hannover 96 und schaffte mit der Mannschaft auf Anhieb den Aufstieg in die Bundesliga. Auf seiner Position in der Abwehr absolvierte Ronge 17 Erstligaspiele, ehe er zur Saison 1986/87 zu Union Solingen in die 2. Bundesliga wechselte. Dort spielte er bis zur Saison 1988/89. Insgesamt brachte es Ronge in seiner aktiven Laufbahn auf 111 Zweitligaspiele. 1989 wechselte er zurück ins Amateurlager zum SC Jülich und schloss seine Laufbahn beim TuS Celle FC ab.
Im Anschluss an seine aktive Karriere trainierte Ronge einige regional bekannte Vereine, darunter auch sehr oft den TuS Celle FC. 2015 fand Ronge nach mehreren Jahren Arbeitslosigkeit nach einer Umschulung zum Fachangestellten für Bäderbetriebe eine Anstellung in einem Schwimmbad.